# Руф (апостол от 70)
Руф (др.-греч. Ῥοῦφος, лат. Rufus) —  апостол из числа семидесяти, сын Симона Киринеянина, нёсшего крест Иисуса Христа (Мк. 15:21). 
Обыкновенно этого Руфа принимают за одно лицо с Руфом, упоминаемым апостолом Павлом в послании к Римлянам. Апостол пишет о нём: «Приветствуйте Руфа, избранного в Господе, и матерь его и мою» (Рим. 16:13). По преданию, Руф был епископом в Фивах в Греции. Луций Декстер сообщает, что Руф был епископом в Испании в Каталонии и испанцы считают его своим апостолом.
Память апостола Руфа совершается в православной церкви 21 апреля (8 апреля по старому стилю) и 17 января (4 января по старому стилю) в день Собора Апостолов от семидесяти.